# Volta a la Comunitat Valenciana 2017
La Volta a la Comunitat Valenciana 2017, sessantottesima edizione della corsa e valevole come evento dell'UCI Europe Tour 2017 categoria 2.1, si svolse in 5 tappe dal 1º al 5 febbraio 2017 su un percorso di 610,7 km, con partenza da Orihuela e arrivo a Valencia, in Spagna. La vittoria fu appannaggio del colombiano Nairo Quintana, il quale completò il percorso in 15h21'49", alla media di 39,639 km/h, precedendo il belga Ben Hermans e l'italiano Manuel Senni.
Sul traguardo di Valencia 169 ciclisti, su 199 partiti da Orihuela, portarono a termine la competizione.

## Tappe
| Tappa  | Data        | Percorso                                        | km    | Vincitore di tappa  | Leader cl. generale |
| ------ | ----------- | ----------------------------------------------- | ----- | ------------------- | ------------------- |
| 1ª     | 1º febbraio | Orihuela > Orihuela (cron. a squadre)           | 37,9  | BMC Racing Team     | Manuel Senni        |
| 2ª     | 2 febbraio  | Alicante > Dénia                                | 180,6 | Tony Martin         | Greg Van Avermaet   |
| 3ª     | 3 febbraio  | Canals > Riba-roja de Túria                     | 161   | Magnus Cort Nielsen | Greg Van Avermaet   |
| 4ª     | 4 febbraio  | Segorbe > Lucena del Cid/Camins del Penyagolosa | 180   | Nairo Quintana      | Nairo Quintana      |
| 5ª     | 5 febbraio  | Paterna > Valencia                              | 51,2  | Bryan Coquard       | Nairo Quintana      |
| Totale | Totale      | Totale                                          | 610,7 |                     |                     |

## Squadre e corridori partecipanti
| N.      | Cod. | Squadra                |
| ------- | ---- | ---------------------- |
| 1-8     | SKY  | Team Sky               |
| 11-18   | MOV  | Movistar Team          |
| 21-28   | AST  | Astana Pro Team        |
| 31-38   | BMC  | BMC Racing Team        |
| 41-48   | KAT  | Team Katusha-Alpecin   |
| 51-58   | QST  | Quick-Step Floors      |
| 61-68   | CDT  | Cannondale-Drapac      |
| 71-78   | ORS  | Orica-Scott            |
| 81-88   | DDD  | Team Dimension Data    |
| 91-98   | ALM  | AG2R La Mondiale       |
| 101-108 | TLJ  | Team Lotto NL-Jumbo    |
| 111-118 | FDJ  | FDJ                    |
| 121-128 | CJR  | Caja Rural-Seguros RGA |

| N.      | Cod. | Squadra                       |
| ------- | ---- | ----------------------------- |
| 131-138 | EUS  | Euskadi Basque Country-Murias |
| 141-148 | BUR  | Burgos-BH                     |
| 151-158 | COF  | Cofidis                       |
| 161-168 | DEN  | Direct Énergie                |
| 171-178 | DCT  | Inteja Dominican Cycling Team |
| 181-188 | RNL  | Roompot-Nederlandse Loterij   |
| 191-198 | GAZ  | Gazprom-RusVelo               |
| 201-208 | ICA  | Israel Cycling Academy        |
| 211-218 | CCC  | CCC Sprandi Polkowice         |
| 221-228 | ESP  | Spagna                        |
| 231-238 | W52  | W52-FC Porto-Porto Canal      |
| 241-248 | UKO  | Team Ukyo                     |

## Dettagli delle tappe

### 1ª tappa
- 1º febbraio: Orihuela > Orihuela – Cronometro a squadre – 37,9 km

Risultati
| Pos. | Squadra           | Tempo  |
| ---- | ----------------- | ------ |
| 1    | BMC Racing Team   | 43'17" |
| 2    | Team Sky          | a 21"  |
| 3    | Quick-Step Floors | a 49"  |

| Pos. | Corridore         | Squadra | Tempo  |
| ---- | ----------------- | ------- | ------ |
| 1    | Manuel Senni      | BMC     | 43'17" |
| 2    | Michael Schär     | BMC     | s.t.   |
| 3    | Greg Van Avermaet | BMC     | s.t.   |

### 2ª tappa
- 2 febbraio: Alicante > Dénia – 180,6 km

Risultati
| Pos. | Corridore     | Squadra  | Tempo    |
| ---- | ------------- | -------- | -------- |
| 1    | Tony Martin   | Katusha  | 4h44'35" |
| 2    | Pim Ligthart  | Roompot  | a 11"    |
| 3    | Primož Roglič | Lotto NL | s.t.     |

| Pos. | Corridore         | Squadra | Tempo    |
| ---- | ----------------- | ------- | -------- |
| 1    | Greg Van Avermaet | BMC     | 5h28'11" |
| 2    | Manuel Senni      | BMC     | s.t.     |
| 3    | Ben Hermans       | BMC     | s.t.     |

### 3ª tappa
- 3 febbraio: Canals > Riba-roja de Túria – 161 km

Risultati
| Pos. | Corridore           | Squadra | Tempo    |
| ---- | ------------------- | ------- | -------- |
| 1    | Magnus Cort Nielsen | Orica   | 3h49'02" |
| 2    | Nacer Bouhanni      | Cofidis | s.t.     |
| 3    | Bryan Coquard       | Direct  | s.t.     |

| Pos. | Corridore         | Squadra | Tempo    |
| ---- | ----------------- | ------- | -------- |
| 1    | Greg Van Avermaet | BMC     | 9h17'13" |
| 2    | Ben Hermans       | BMC     | s.t.     |
| 3    | Manuel Senni      | BMC     | a 7"     |

### 4ª tappa
- 4 febbraio: Segorbe > Lucena del Cid/Camins del Penyagolosa – 180 km

Risultati
| Pos. | Corridore      | Squadra   | Tempo    |
| ---- | -------------- | --------- | -------- |
| 1    | Nairo Quintana | Movistar  | 5h02'19" |
| 2    | Merhawi Kudus  | Dimension | a 40"    |
| 3    | Amaro Antunes  | W52       | a 45"    |

| Pos. | Corridore      | Squadra  | Tempo     |
| ---- | -------------- | -------- | --------- |
| 1    | Nairo Quintana | Movistar | 14h20'26" |
| 2    | Ben Hermans    | BMC      | a 13"     |
| 3    | Manuel Senni   | BMC      | a 32"     |

### 5ª tappa
- 5 febbraio: Paterna > Valencia – 51,2 km

Risultati
| Pos. | Corridore         | Squadra | Tempo    |
| ---- | ----------------- | ------- | -------- |
| 1    | Bryan Coquard     | Direct  | 1h01'23" |
| 2    | Nacer Bouhanni    | Cofidis | s.t.     |
| 3    | Coen Vermeltfoort | Roompot | s.t.     |

| Pos. | Corridore      | Squadra  | Tempo     |
| ---- | -------------- | -------- | --------- |
| 1    | Nairo Quintana | Movistar | 15h21'49" |
| 2    | Ben Hermans    | BMC      | a 13"     |
| 3    | Manuel Senni   | BMC      | a 32"     |

## Evoluzione delle classifiche
| Tappa              | Vincitore           | Classifica generale Maglia gialla | Classifica traguardi volanti Maglia verde | Classifica scalatori Maglia a pois | Classifica giovani Maglia bianca | Classifica combinata Maglia ocra | Classifica a squadre |
| ------------------ | ------------------- | --------------------------------- | ----------------------------------------- | ---------------------------------- | -------------------------------- | -------------------------------- | -------------------- |
| 1ª                 | BMC Racing Team     | Manuel Senni                      | non assegnata                             | Michał Kwiatkowski                 | Manuel Senni                     | Michał Kwiatkowski               | BMC Racing Team      |
| 2ª                 | Tony Martin         | Greg Van Avermaet                 | Cyril Gautier                             | Johann van Zyl                     | Manuel Senni                     | Cyril Gautier                    | BMC Racing Team      |
| 3ª                 | Magnus Cort Nielsen | Greg Van Avermaet                 | Cyril Gautier                             | Johann van Zyl                     | Manuel Senni                     | Cyril Gautier                    | BMC Racing Team      |
| 4ª                 | Nairo Quintana      | Nairo Quintana                    | Cyril Gautier                             | Cyril Gautier                      | Manuel Senni                     | Philippe Gilbert                 | Movistar Team        |
| 5ª                 | Bryan Coquard       | Nairo Quintana                    | Cyril Gautier                             | Cyril Gautier                      | Manuel Senni                     | Philippe Gilbert                 | Movistar Team        |
| Classifiche finali | Classifiche finali  | Nairo Quintana                    | Cyril Gautier                             | Cyril Gautier                      | Manuel Senni                     | Philippe Gilbert                 | Movistar Team        |

## Classifiche finali

### Classifica generale - Maglia gialla
| Pos. | Corridore            | Squadra    | Tempo     |
| ---- | -------------------- | ---------- | --------- |
| 1    | Nairo Quintana       | Movistar   | 15h21'49" |
| 2    | Ben Hermans          | BMC        | a 13"     |
| 3    | Manuel Senni         | BMC        | a 32"     |
| 4    | Wout Poels           | Sky        | a 52"     |
| 5    | Daniel Martin        | Quick-Step | a 1'09"   |
| 6    | Jakob Fuglsang       | Astana     | a 1'42"   |
| 7    | David de la Cruz     | Quick-Step | a 1'53"   |
| 8    | Steven Kruijswijk    | Lotto NL   | a 2'12"   |
| 9    | Merhawi Kudus        | Dimension  | a 2'13"   |
| 10   | Jonathan Castroviejo | Movistar   | a 2'25"   |

### Classifica traguardi volanti - Maglia verde
| Pos. | Corridore       | Squadra    | Punti |
| ---- | --------------- | ---------- | ----- |
| 1    | Cyril Gautier   | AG2R       | 6     |
| 2    | D. López Parada | Burgos-BH  | 3     |
| 3    | Lawson Craddock | Cannondale | 2     |
| 4    | Benjamin Perry  | Israel Ac. | 2     |
| 5    | Johann van Zyl  | Dimension  | 2     |

### Classifica scalatori - Maglia a pois
| Pos. | Corridore        | Squadra    | Punti |
| ---- | ---------------- | ---------- | ----- |
| 1    | Cyril Gautier    | AG2R       | 40    |
| 2    | Laurens De Plus  | Quick-Step | 25    |
| 3    | Nairo Quintana   | Movistar   | 11    |
| 4    | Johann van Zyl   | Dimension  | 11    |
| 5    | Philippe Gilbert | Quick-Step | 9     |

### Classifica giovani - Maglia bianca
| Pos. | Corridore       | Squadra    | Tempo     |
| ---- | --------------- | ---------- | --------- |
| 1    | Manuel Senni    | BMC        | 15h22'21" |
| 2    | Merhawi Kudus   | Dimension  | a 1'41"   |
| 3    | Dayer Quintana  | Movistar   | a 2'20"   |
| 4    | Davide Formolo  | Cannondale | a 8'08"   |
| 5    | Laurens De Plus | Quick-Step | a 11'02"  |

### Classifica combinata - Maglia ocra
| Pos. | Corridore        | Squadra    | Punti |
| ---- | ---------------- | ---------- | ----- |
| 1    | Philippe Gilbert | Quick-Step | 26    |
| 2    | Cyril Gautier    | AG2R       | 39    |
| 3    | Lawson Craddock  | Cannondale | 56    |
| 4    | Johann van Zyl   | Dimension  | 135   |

### Classifica a squadre
| Pos. | Squadra             | Tempo     |
| ---- | ------------------- | --------- |
| 1    | Movistar Team       | 46h10'01" |
| 2    | BMC Racing Team     | a 1"      |
| 3    | Quick-Step Floors   | a 1'19"   |
| 4    | Team Sky            | a 2'20"   |
| 5    | Team Lotto NL-Jumbo | a 4'25"   |